# 有機物減速冷却炉
有機物減速冷却炉（ゆうきぶつげんそくれいきゃくろ、OCR）は、原子力工学の黎明期にアメリカ原子力委員会をはじめ世界中で研究された原子炉の型式の一つである。この型の原子炉は燃料棒や炉心の設計が軽水炉 (LWR) によく似ているが、水の代わりに炭化水素を冷却材兼減速材として用いる。高温の有機冷却材はポンプにより熱交換器に通され、水を沸騰させて得られた蒸気によりタービン発電機を駆動する。軽水炉と同様に低濃縮二酸化ウランを燃料として利用できるが、その他の燃料についても検討された。

## 歴史
この原子炉型は盛んに研究がなされたが、実際に大規模発電所に用いられることはなかった。カナダにおいて、 1965年から1985年にかけて60 MWe 重水有機冷却炉が運用された。オハイオ州のピクアにおいて 45.5 MWe 実証炉が短期間稼動したが、その後アメリカ合衆国ではこの型の原子炉は建造されていない。
ピクア原子力発電所は1966年に原子炉スクラムのため停止された。運用再開の過程で、二本の制御棒がガイドチューブ内で自由に移動しないこと、および四本の核燃料エレメントの移動に異常な力が必要であることが判明し、これらの燃料を再装荷できなかった。炉心を完全に外したところ、炭素質の堆積物が燃料棒や制御棒、支持構造など炉心全体に見られた。この堆積物により燃料棒の移動に支障が生じ、かつ燃料の伝熱特性が変化していた。その後、アメリカ原子力委員会はピクア実験の終了を決定し、この原子炉は解体された。

## 有機減速材
有機減速冷却炉は、安全性と経済性上の本質的利点をいくつか持つ。しかし、重要な欠点がこの利点を帳消しにしてしまい、最終的にこの設計はアメリカ合衆国においては破棄されることとなった。
| 利点               | 欠点         |
| ------------------ | ------------ |
| 高減速能           | 制御上の問題 |
| 大きな負の温度係数 | 分解生成物   |
| 低炉内圧           | 低熱伝達率   |

### 利点

#### 高減速能
ピクア OCR で使われたビフェニルのような有機液体は水素原子密度が高く、そのため中性子減速能に優れている。減速能が高ければ炉心サイズをコンパクトにすることができ、構造材にかかるコストや遮蔽材重量を低減することができる。

#### 大きな負の温度係数
大きな負の温度係数は自動安定化装置のような働きをし、出力の急激な上昇に際して原子炉が自発的に停止するようになる。この性質により完全なキセノンオーバーライドが許容され、この型の原子炉は停止後に軽水炉では必要な待機時間を設けることなくいつでも再稼動させることができる。

#### 低炉内圧
この原子炉型のもう一つの特筆すべき利点として、およそ 370 °C の温度でも 240 kPa (2.4 bar) 程度の低い炉内圧力で運用できる点が挙げられる。炉内圧が低いことにより封止材およびガスケットの問題が低減され、炉壁や配管を薄肉にすることができる。また、運用中の炉内圧が低いことはそれだけ蓄えられるエネルギーが小さいことを意味するため、配管が破裂した際の被害の拡大（パイプホイップなど）を防ぐことができ、放射性物質の飛散量も低減することができる。

### 欠点

#### 制御上の問題
前述の大きい負の温度係数は、利点であると同時に原子炉の制御を困難にするという欠点でもある。たとえば、冷却材と減速材が兼用で一成分であるため、比較的低温で密度の高い冷却材が炉心に流入することとなり、多くの中性子が減速され、反応性が増加する。その結果として生じる出力上昇は大きな負の温度係数により急激に抑制され、意図しない原子炉の停止をもたらすことがある。

#### 分解生成物
高温ではクラッキングと呼ばれるプロセスにより有機物液体は分解してより軽い成分とより重い成分を生じる。このプロセスは放射線分解を引き起こす高レベル放射線の存在により加速される。冷却材の分解により熱交換器表面に付着物が生じるため、継続的な洗浄と化学的な再結合の問題を難しくする。また、分解速度は 700 °F (371 °C) を超えると急激に上昇するため、冷却材の出口温度が制限される。

#### 低熱伝達率
有機冷却材は、他の原子炉型において用いられる軽水や液体金属に比べて熱の伝達が悪い。沸騰水型原子炉のように核沸騰を起こさせることにより熱伝達率を向上させることができるが、分解速度がさらに高まるため付着物が増加する。フィン付き燃料被覆管を用いることにより熱伝達を良くすることもできるが、大きなコスト増大をもたらす。

## 将来的可能性
インドの工学者がこの型の原子炉に新たに着目している。現在、インドの原子炉はほとんどがCANDU炉に類似の加圧水型重水炉である。CANDU炉の設計はオンライン燃料再装荷が可能という利点はあるが構造の複雑さから来る欠点もいくつかある。低圧運用が可能となればかなりのコスト減が見込めるため、重水有機物冷却炉の設計が新たに研究されている。有機冷却材の精製装置を設けることにより分解生成物を処理することができると考えられており、研究の成果も見え始めている。